# Mycale fibrexilis
Mycale fibrexilis är en svampdjursart som först beskrevs av Wilson 1894.  Mycale fibrexilis ingår i släktet Mycale och familjen Mycalidae. Inga underarter finns listade i Catalogue of Life.